# 黑龙江省图书馆
黑龙江省图书馆，为国家一级图书馆、全国古籍重点保护单位。位于中华人民共和国黑龙江省哈尔滨市长江路216号。截至2008年底，黑龙江省图书馆共收藏各种文献280万余册，报刊5000余种，善本6602件，其馆藏以东北地方文献和有关满族、清代以及伪满时期的文献资料为特色，此外还有电子文献33778件。

## 历史
1906年（清光绪32年），黑龙江将军署学务处在当时的省会齐齐哈尔市创建最早的黑龙江图书馆，后先后于1925年和1930年迁至省教育厅以及龙沙公园望江楼南侧新建仿古馆舍内。
1954年，由于国家行政区划的调整，原松江省被整体并入黑龙江省，合并后的黑龙江省省会被设立于原松江省的省会哈尔滨市。因而，老黑龙江省图书馆旋即改为齐齐哈尔市图书馆。
1957年，新黑龙江省委、省政府决定在哈尔滨筹建新的黑龙江省图书馆。1961年，8600多平方米的馆舍竣工。1962年，黑龙江省图书馆哈尔滨新馆正式对外开放。
2000年5月，由于原有的馆舍面积不能适应时代的需要，黑龙江省图书馆在哈尔滨市南岗区长江路毗邻龙塔处开始建设新馆，原馆址转为黑龙江省档案馆用。2003年10月，新馆建成，造型寓意“文化方舟”。现馆址建筑面积3.4万平方米，设计藏书规模350万册，阅览座位1700余个。

## 相关图片

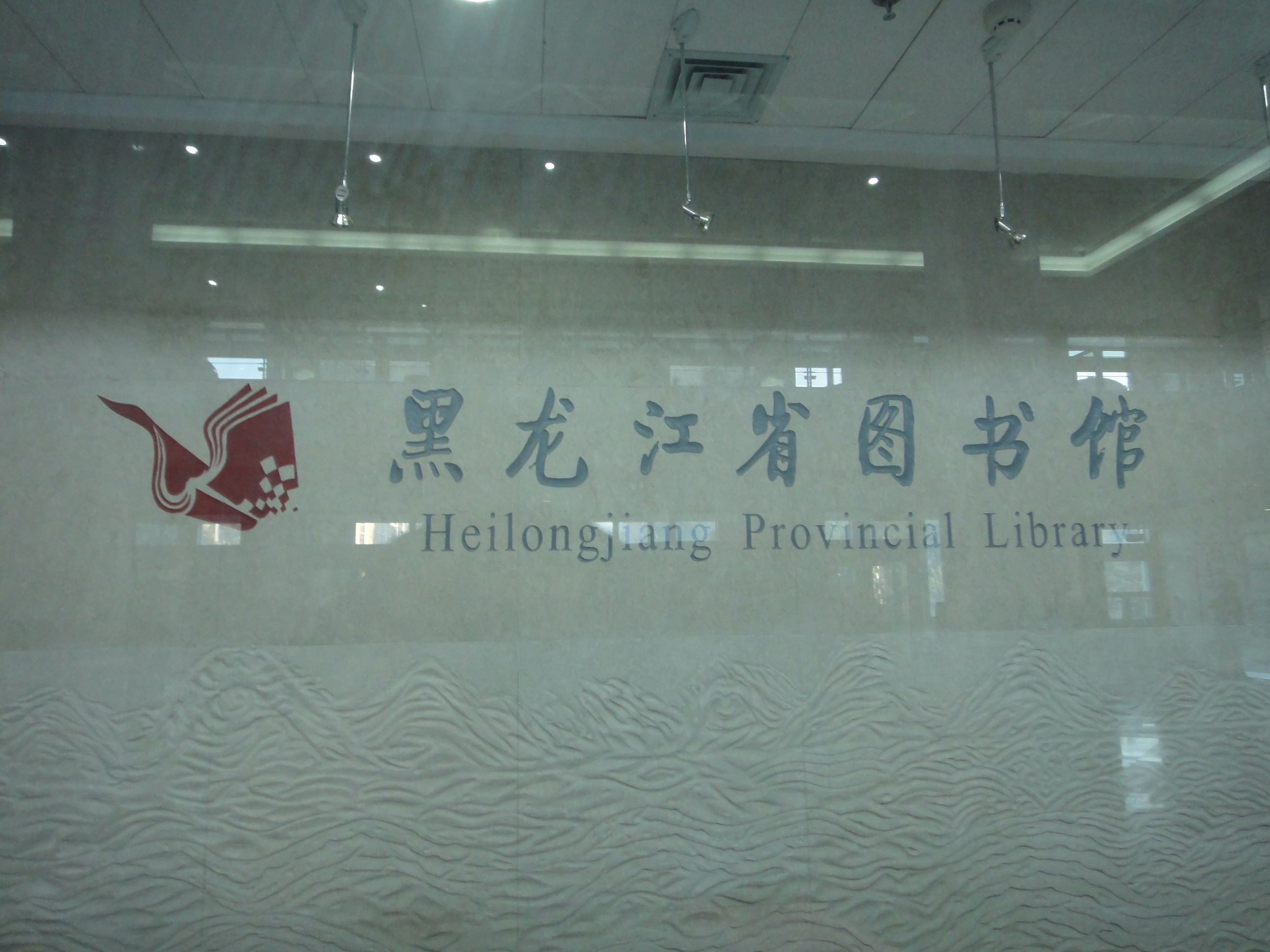
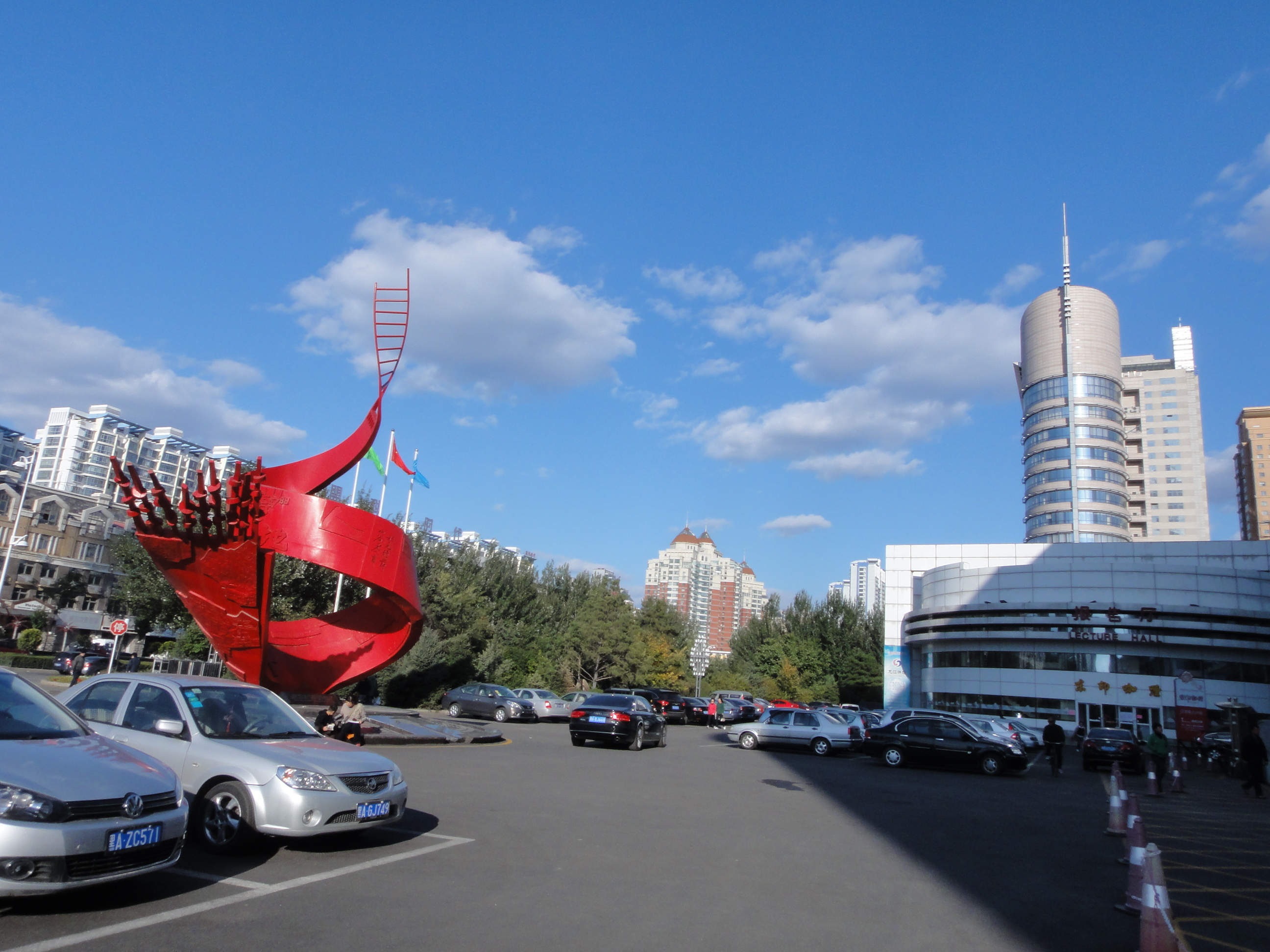
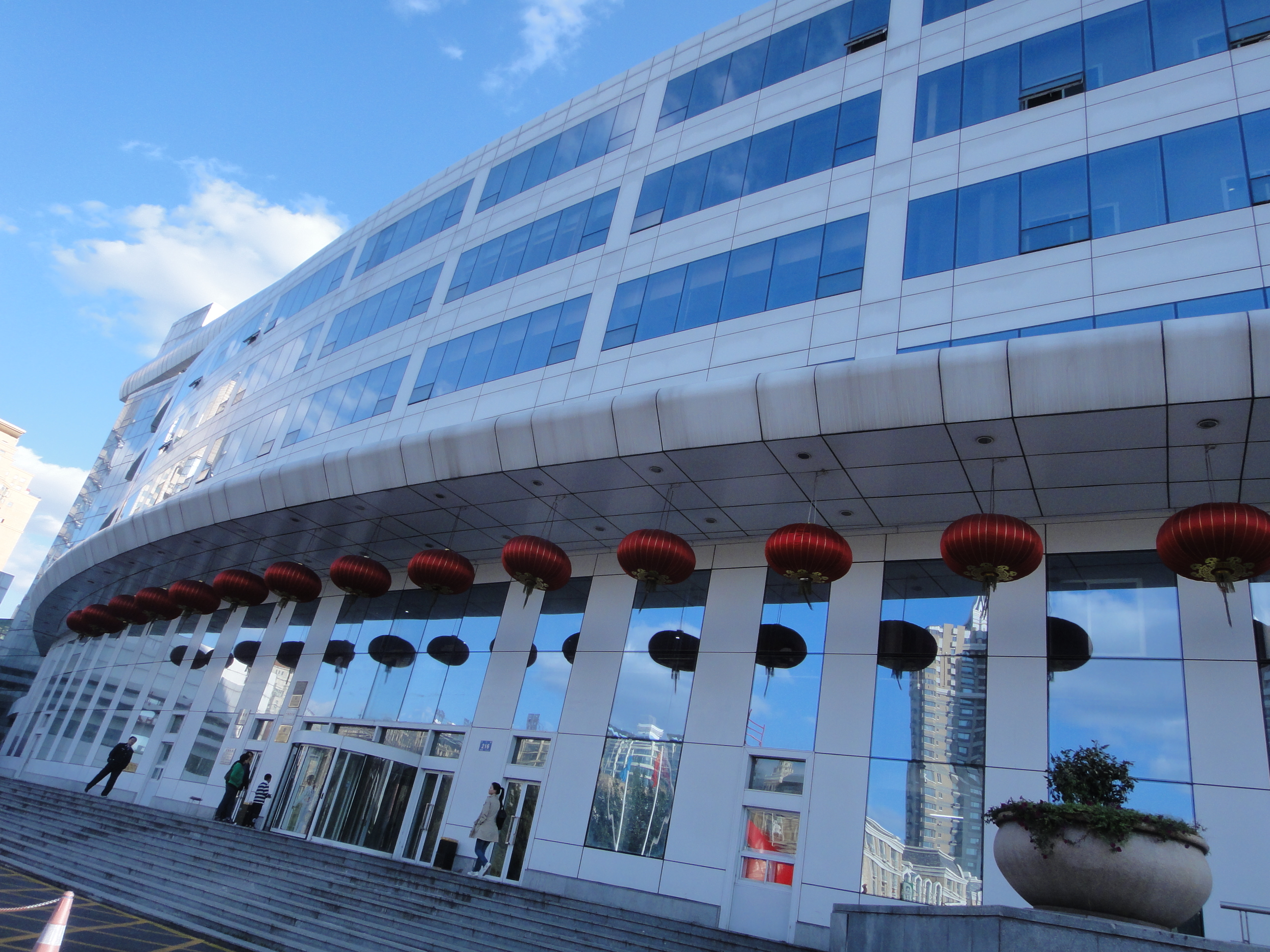
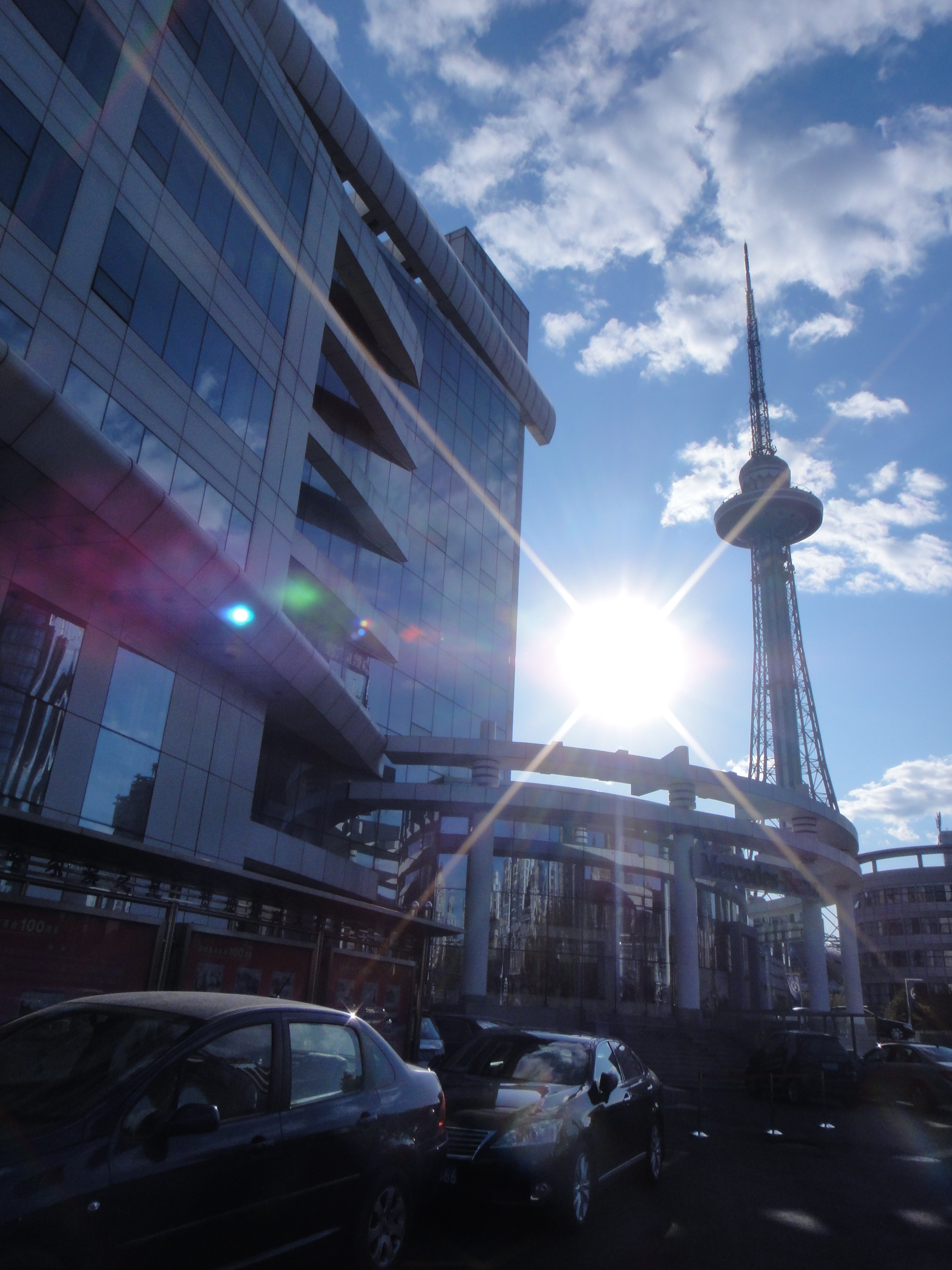
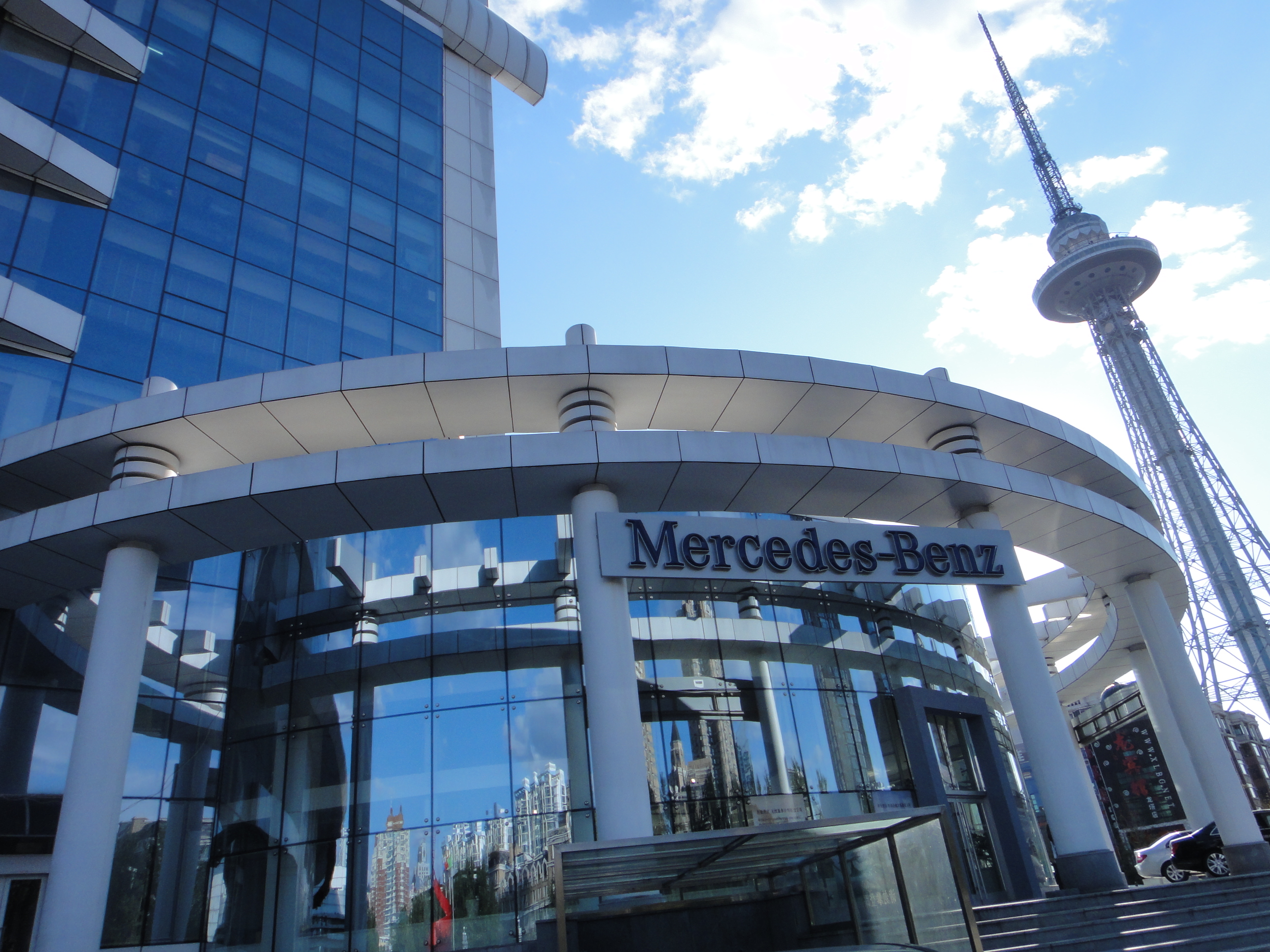
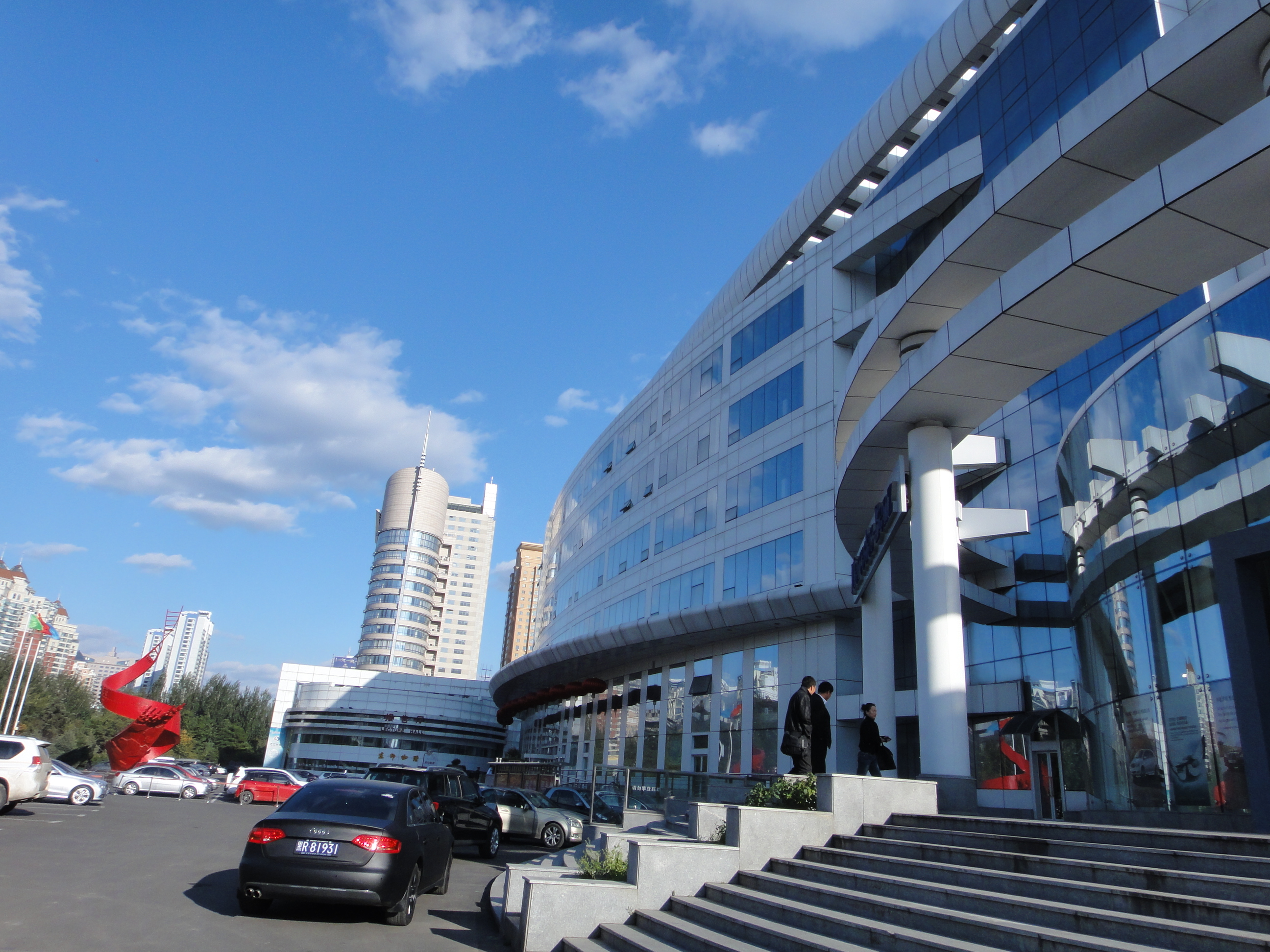

## 机构设置
- 典藏借阅部
- 少年儿童服务部
- 无障碍服务部
- 数字咨询服务部
- 数字图书馆技术部
- 数字资源建设部
- 资源共享部
- 特藏部
- 文献采编部
- 辅导培训部
- 《图书馆建设》编辑部
- 阅读推广部
- 业务管理办公室
- 人力资源部
- 党委办公室
- 财务部
- 物业安全保障部[4]

## 外部連結
- 黑龙江省图书馆（页面存档备份，存于）